# Normandie-Niemen
Normandie-Niemen (ryska: Нормандия-Неман) var ett franskt frivilligt jaktflygsregemente i Sovjetunionen under andra världskriget. Arbetade ofta i par med det kvinnliga nattbombsregementet "Nachthexen". Skapad av General Charles de Gaulle i september 1942 som stöd till Sovjet, bestod enheten av 96 frivilliga franska piloter och mekaniker. Enheten flög 5240 uppdrag och räknar 273 bekräftade segrar samt 36 möjliga och flög flygplanen Jak-1b, Jak-3 samt Jak-9
Stalin var så tacksam för den franska insatsen och resultaten för kampen mot tyskarna att efter kriget fick piloterna behålla var sitt flygplan. "Det sista uppdraget" blev att flyga hem. De franska piloterna valde medvetet de ryska flygplanstyperna (Jak) trots att ryssarna också erbjöd dem amerikanska och engelska flygplan.